# Мелвілл (острів, Австралія)
11°30′ пд. ш. 130°56′ сх. д. / 11.500° пд. ш. 130.933° сх. д..
Мелвілл (англ. Melville Island) — острів на сході Тиморського моря, належить Північній території Австралії. Острів розташований на захід від півострова Арнемленд, і на північ від Дарвіна. Населення близько 500 людей.
По площі (5786 км²) острів є другим в Австралійському союзі, після Тасманії. Максимальна висота над рівнем моря становить 258 м. Острів покритий мішаним, тропічним лісом. Клімат тропічний, мусонний. На мові аборигенів острів також відомий під назвою Ермалнер. Мелвілл, разом з островом Батерст складають острови Тіві.
Острів був відкритий голландським мореплавцем Абелем Тасманом у 1644 році і названий Земля Ван-Дімена. За іншою версією, острів був відкритий у 1636 році іншим голландським мореплавцем Пітером Пітерсом, який і дав йому назву Земля Ван-Дімена. Проте, прийняв Мелвілл за частину материка. У 1818 році він був перейменований і названий в честь Першого лорда Британського Адмірайства Роберта Дандаса, 1-го Віконта Мелвілл, в честь якого був уже названий острів в Канадському Арктичному архіпелазі. Пізніше, в 1824 році, Британія зробила першу спробу заселити північне узбережжя Австралії, заснувавши на острові перше європейське поселення — Форт-Дандас.